# Flaptekst
Een flaptekst of blurb is de samenvatting van de inhoud van een boek en wordt afgedrukt op de binnenkant ('flap') of achterkant van een boekomslag en in promotiemateriaal zoals de website van de uitgever en boekenverkoopwebsites.
De flaptekst heeft tot doel de potentiële lezer of koper een indruk te geven van de inhoud van het boek. Om de verkoop van het boek te bevorderen heeft de flaptekst vaak een positieve of zelfs zeer lovende insteek en kan er worden verwezen naar goede recensies die een boek heeft gehad in de pers of op websites. Ook kan de flaptekst een zeer korte biografie van de schrijver bevatten.
In paperbackuitgaven, die niet beschikken over een losse papieren boekomslag, wordt de flaptekst vaak op de achterzijde van het boek afgedrukt, of staan de aanbevelingen zelfs op de voorzijde en/of de titelpagina.
De blurb wordt tegenwoordig ook toegepast op de jewelcases van cd's en dvd's.
Simon Vinkenoog gebruikte de term als titel voor zijn tijdschrift Blurb (1950-1951).